# Correio de voz

Imagem ilustrativa

Correio de voz (voicemail, voice mail, voice-mail, vmail ou VMS) é um sistema centralizado de gerenciamento de mensagens telefónicas para um grande número de pessoas. Em sua forma mais simples, ele reproduz o funcionamento de uma secretária eletrônica, utiliza um monofone padrão como interface do utilizador e usa um sistema centralizado, computadorizado, em vez de um dispositivo num telefone individual.

## Características
Os sistemas de correio de voz são muito mais sofisticados do que atendedores automáticos (secretárias eletrônicas) na medida em que podem:
- atender muitos telefones ao mesmo tempo;
- armazenar as mensagens de voz que chegam em caixas postais personalizadas associadas com o número do telefone do utilizador;
- permite que os utilizadores despachem mensagens para outra caixa postal de voz;
- envia mensagens para um ou mais utilizadores usando caixas postais de voz;
- adiciona uma introdução gravada para uma mensagem despachada;
- armazena mensagens de voz para envio futuro;
- faz chamadas para um telefone ou serviço de pager para avisar ao utilizador que uma mensagem chegou na caixa postal dele;
- transfere chamadores para outro número telefónico, para auxílio personalizado;
- toca mensagens de saudação diferentes para pessoas diferentes.

Mensagens de correio de voz são armazenadas em HDs, mídia geralmente utilizada por computadores para armazenar outros formatos de dados. As mensagens são armazenadas em voz humana digitalizada, semelhante ao método utilizado para armazenar músicas num CD. Para recuperar as mensagens, uma pessoa chama o sistema de qualquer telefone, registra-se no sistema utilizando DTMF (ajuste de segurança) e as mensagens disponíveis para ela podem ser recuperadas imediatamente. Muitos utilizadores recuperam ou armazenam mensagens ao mesmo tempo, no mesmo sistema de correio de voz.
Muitos sistemas de correio de voz também oferecem um recurso de atendedor automático. Atendentes automatizados permitem que chamadores de um número "principal" possam acessar diretórios de serviços ou desviar a chamada para vários locais, tais como um departamento específico, um número de ramal, uma gravação informativa numa caixa postal de voz etc.